# Gustav Stratil-Sauer

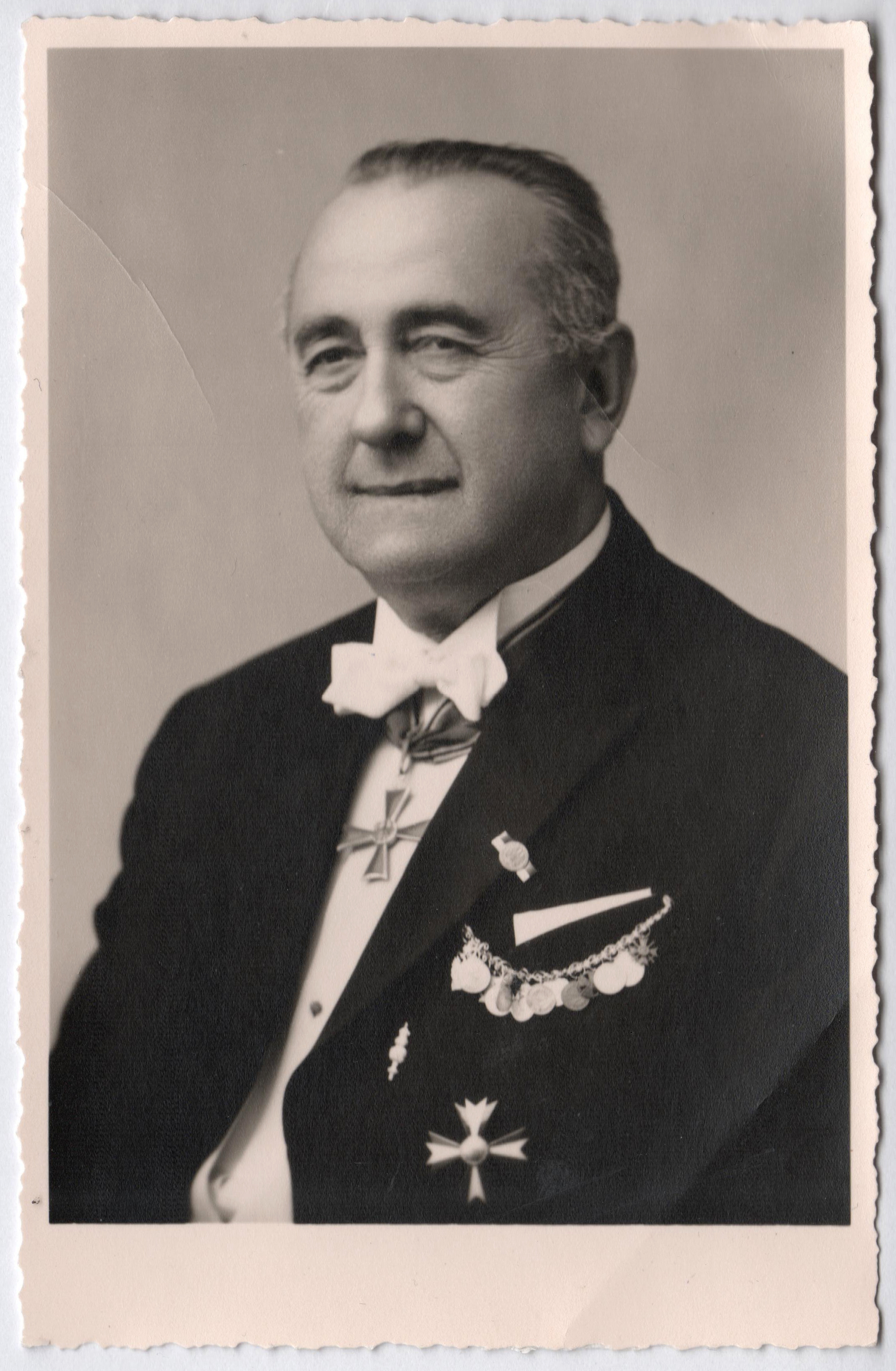
Gustav Stratil-Sauer

Gustav Stratil-Sauer (* 26. Mai 1894 in Fulnek, Nordmähren; † 25. November 1975 in Klosterneuburg) war ein österreichischer Geograph. 

## Leben
Gustav Wilhelm Stratil-Sauer wurde geboren als Sohn des Bürgerschuldirektors Domitius Stratil und seiner Ehefrau Luise Jung, die beide auch schriftstellerisch hervorgetreten waren.
Bedingt durch den Ausbruch des Ersten Weltkrieges brach er sein Studium (Jura und Musikwissenschaft) ab. Nach vier Kriegsjahren, während denen er als Artillerieoffizier an allen zwölf Isonzo-Schlachten teilnahm und mehrfach verwundet wurde, war er nach 1918 Mitbegründer des Hilfsvereins Deutschböhmen und Sudetenland und begann gleichzeitig das Studium der Geographie, Geologie, Mineralogie und Geschichte, vorerst an der Universität von Wien, später an der Universität Breslau. Dort wirkte er in seinen letzten Studienjahren als Assistent am Geographischen Institut bei Wilhelm Volz und zog mit diesem nach seiner Promotion (1922) als Assistent an die Universität Leipzig (1923–1931). In Leipzig heiratete er 1927 Lotte Buchheim (1904–1975).
1937 habilitierte er sich an der Universität Leipzig und 1939 an der Universität Wien, wo er einen Lehrauftrag erhielt. Nach dem Zweiten Weltkrieg, an dem er bei der Luftwaffe teilnahm, kehrte er an die Universität Wien zurück, wurde 1954 zum Universitätsprofessor ernannt und lehrte dort bis zu seiner Emeritierung im Jahre 1964.
Mit der Absicht, der Wissenschaft und ihren Verbänden in seinem Land zu helfen, gründete Gustav Stratil-Sauer 1949 den Notring der wissenschaftlichen Verbände Österreichs (heute: Verband der wissenschaftlichen Gesellschaften Österreichs) und die Arbeitsgemeinschaft für Kunst und Wissenschaft, denen er bis 1967 als Generalsekretär vorstand. Seine liebste Freizeitbeschäftigung war das Komponieren. Von seinen Kompositionen wurden einige auch aufgeführt.

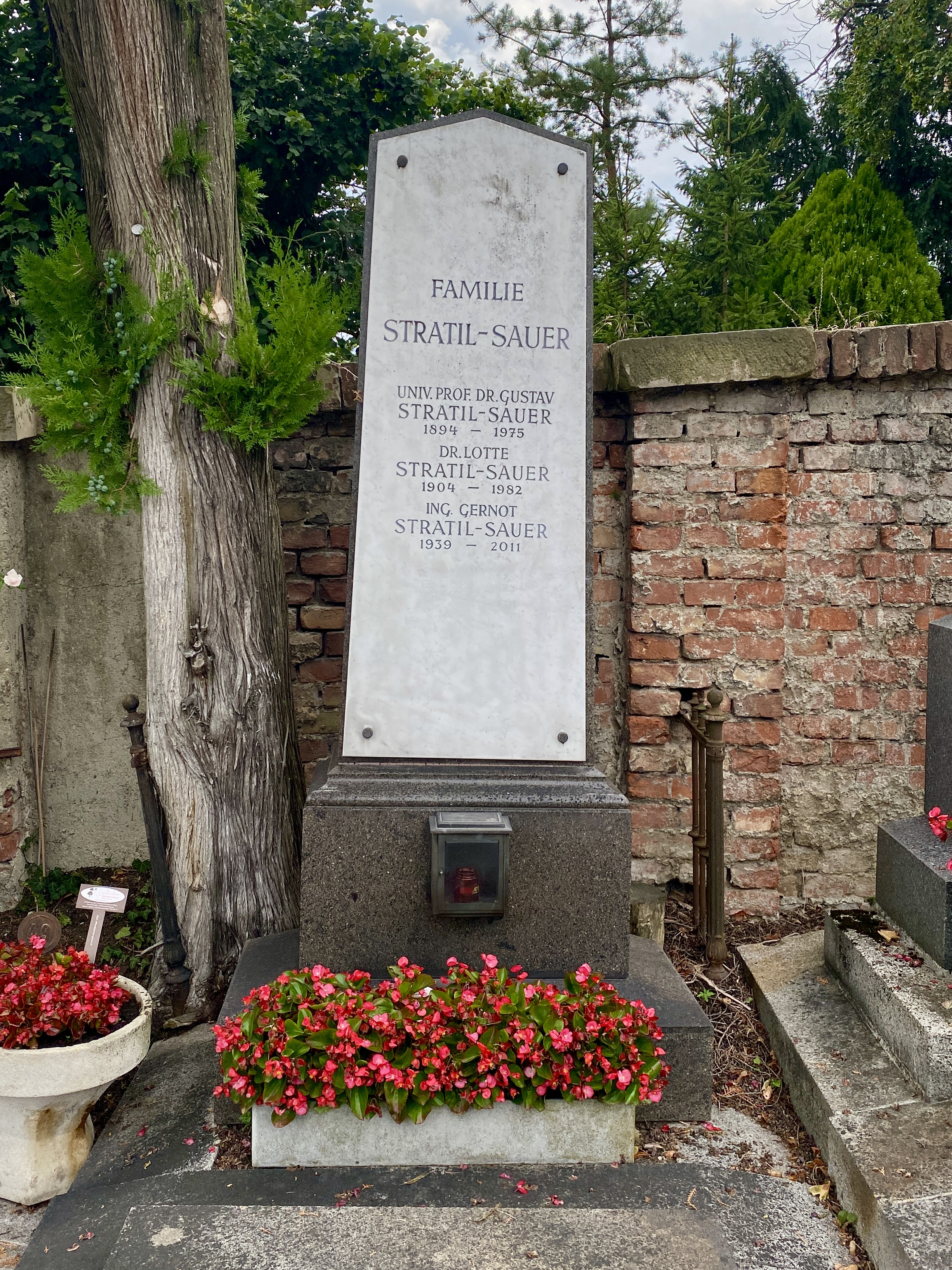
Grab von Gustav Stratil-Sauer

Er wurde auf dem Weidlinger Friedhof in Klosterneuburg bestattet.

## Forschungsreisen
Kernpunkte seiner Arbeit als Geograph waren die zahlreichen Reisen, die ihn in zum Teil abgelegene Gebiete führten und ihm das Material zu seinen wissenschaftlichen Arbeiten lieferten: 1924–1926 über den Ostpontus (Türkei) und Persien nach Kabul (Afghanistan), 1928 durch Polen nach Russland bis zur Wolga, 1929 durch Ungarn und Jugoslawien nach Albanien, von 1931 bis 1933 durch den Balkan, die Türkei und Persien in die Wüste Lut (Bericht in dem zusammen mit seiner Gattin verfassten Reisebericht Kampf um die Wüste), 1942 Türkei (Trapezunt), 1943 nach Makedonien und Albanien, 1956 nach Peking, Chongqing und Shanghai und 1957, 1958, 1959 und 1964 nach dem Ostpontus (Nordosttürkei).

## Auszeichnungen und Ehrungen
Neben zahlreichen Tapferkeitsmedaillen aus den beiden Weltkriegen (13) wurde Gustav Stratil-Sauer mit dem Ehrenkreuz für Wissenschaft und Kunst 1. Kl. (1960), der Ehrenmedaille der Stadt Wien in Gold (1964), dem Großen Ehrenzeichen für Verdienste um die Republik Österreich (1967) und dem Großen Verdienstkreuz der Bundesrepublik Deutschland (1964) ausgezeichnet. 1975 wurde ihm der Große Sudetendeutsche Kulturpreis verliehen.

## Werke
Das geographische Werk von Gustav Stratil-Sauer weist in sachlicher Beziehung geomorphologische, wirtschafts-, verkehrs-, siedlungs- und bevölkerungsgeographische Arbeiten auf und umfasst in räumlicher Hinsicht Gebiete des Donau- und Sudetenraums, Südosteuropas, Chinas und vor allem des Vorderen Orients. Es umfasst über 100 wissenschaftliche Arbeiten und an die 800 Artikel in Fachzeitschriften; zu wissenschaftlichen Sammelwerken schrieb er 14 Beiträge, darunter für die Große Illustrierte Länderkunde des Bertelsmann-Verlags (1963, China). Bis ins hohe Alter war er Mitarbeiter des Fischer-Lexikons Allgemeine Geographie im Fischer-Verlag, Frankfurt 1959 (Hydrogeographie, Klima).
- G. Stratil-Sauer: Erlebnisse längs russischer Landstraßen. Leipzig: Verlag Deutsche Buchwerkstätten 1931.
- L. Stratil-Sauer, G. Stratil-Sauer: Kampf um die Wüste – Ein Bericht über unsere Fahrten in die ostpersische Lut. Berlin: R. Hobbing 1934.
- G. Stratil-Sauer: Fahrt und Fessel – Mit dem Motorrad von Leipzig nach Afghanistan. Berlin: August Scherl Verlag 1927.
- G. Stratil-Sauer: Meschhed – Eine Stadt baut am Vaterland Iran. Leipzig: Verlag Ernst Staneck 1937.